# Nigel Phelps
Nigel Phelps (Lincolnshire, 16 marzo 1962) è uno scenografo britannico.

## Biografia
Formatosi presso la Slade School of Fine Art di Londra, Phelps intraprese la professione di scenografo lavorando per spot pubblicitari e video musicali. Fu candidato per tre volte come miglior scenografo agli MTV Video Music Awards: nel 1992 per November Rain dei Guns N' Roses; nel 1993 per Are You Gonna Go My Way di Lenny Kravitz; nel 2000 per Do Something di Macy Gray.
Entrò nel mondo del cinema collaborando con Anton Furst in film come In compagnia dei lupi, Full Metal Jacket e Batman. Il suo primo lavoro come unico scenografo fu Dredd - La legge sono io del 1995. Da allora, fu chiamato a occuparsi delle scenografie in pellicole come Alien - La clonazione, Il collezionista di ossa, Troy e Transformers - La vendetta del caduto.

## Filmografia
- In compagnia dei lupi (The Company of Wolves), regia di Neil Jordan (1984)
- Il principe ranocchio (The Frog Prince), regia di Brian Gilbert (1985)
- Full Metal Jacket, regia di Stanley Kubrick (1987)
- Vorrei che tu fossi qui! (Wish You Were Here), regia di David Leland (1987)
- High Spirits - Fantasmi da legare (High Spirits), regia di Neil Jordan (1988)
- Batman (Batman), regia di Tim Burton (1989)
- L'agenda nascosta (Hidden Agenda), regia di Ken Loach (1990)
- Dredd - La legge sono io (Judge Dredd), regia di Danny Cannon (1995)
- Alien - La clonazione (Alien Resurrection), regia di Jean-Pierre Jeunet (1997)
- In Dreams, regia di Neil Jordan (1999)
- Il collezionista di ossa (The Bone Collector), regia di Phillip Noyce (1999)
- Pearl Harbor, regia di Michael Bay (2001)
- Troy, regia di Wolfgang Petersen (2004)
- The Island, regia di Michael Bay (2005)
- La mummia - La tomba dell'Imperatore Dragone (The Mummy: Tomb of the Dragon Emperor), regia di Rob Cohen (2008)
- Transformers - La vendetta del caduto (Transformers: Revenge of the Fallen), regia di Michael Bay (2009)
- Transformers 3 (Transformers: Dark of the Moon), regia di Michael Bay (2011)
- World War Z, regia di Marc Forster (2013)
- Pirati dei Caraibi - La vendetta di Salazar (Pirates of the Caribbean: Dead Men Tell No Tales), regia di Joachim Rønning ed Espen Sandberg (2017)
- Life - Non oltrepassare il limite (Life), regia di Daniel Espinosa (2017)
- Pokémon: Detective Pikachu, regia di Rob Letterman (2019)
- Thor: Love and Thunder, regia di Taika Waititi (2022)